# Kup europskih prvaka 1971./72. (vaterpolo)
Kup europskih prvaka 1971./72. igralo je 8 momčadi. Po dvije iz svake skupine prošle su u poluzavršnicu. Iz prve skupine prošli su Mladost i De Robben (ispali Olympiakos i London Polytechnic). Iz druge skupine prošli su CSK VMF Moskva i Pro Recco, a ispali Barcelona i ČH Košice.

## Završna skupina
- Mladost - De Robben 4:1
- Pro Recco - CSK VMF Moskva 7:5

- Mladost - CSK VMF Moskva 6:5
- Pro Recco - De Robben 4:3

- Mladost - Pro Recco 4:2
- CSK VMF Moskva - De Robben 9:7

- Mladost 6
- Pro Recco 4
- CSK VMF Moskva 2
- De Robben 0

- prvak Europe 1971./72.:  Mladost (četvrti naslov)
  - Karlo Stipanić, Marijan Žužej, Ozren Bonačić, Zlatko Šimenc, Ronald Lopatny, Miroslav Poljak, Jeger, Matošić, Goran Rađenović, Dijaković, Hebel. Trener: Seifert[1]